# Suzana Silva
Suzana Pereira da Silva Bonini, mais conhecida como Suzana Silva (Brasília, 30 de janeiro de 1977), é uma ex-jogadora de futebol de salão e futebol de campo brasileira. Formada em Educação Físicaatualmente é sócia proprietária da Suzisam Treinamento e Qualidade de Vida em São Paulo.

## Carreira

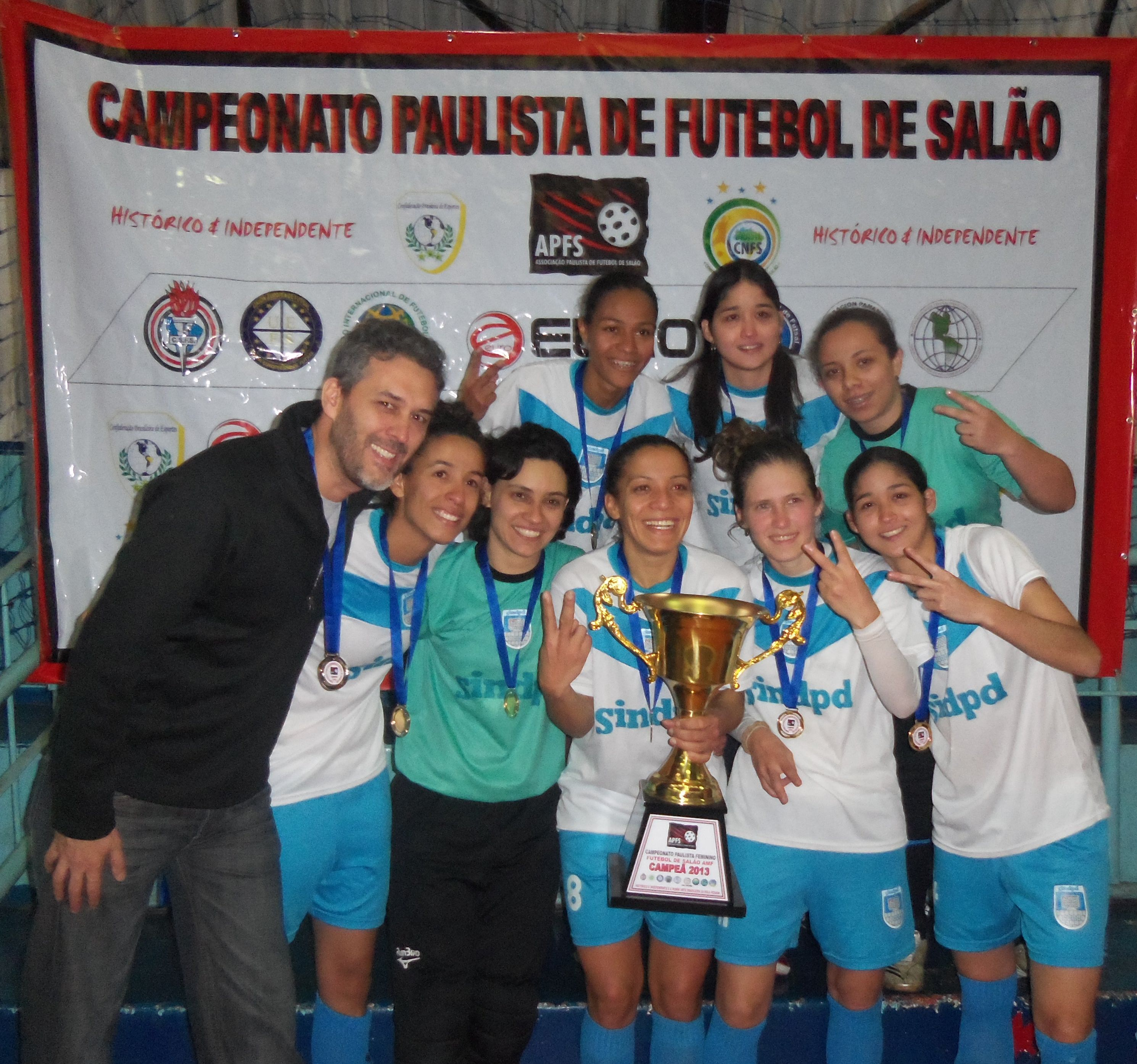
Suzana Silva de posse do troféu de campeão paulista de 2013 pela equipe do Sindpd.

Iniciou sua carreira futebolística aos 14 anos; atuando no futebol de campo, futsal, beach soccer, futebol society e futebol de salão AMF. No futebol de campo, atuou nos grandes clubes profissionais de São Paulo, e no futsal foi destaque em várias equipes e seleções universitárias, conquistando inúmeros títulos ao longo de sua carreira. Também em 2001 defendeu a seleção brasileira de futebol society.
Ainda no futebol de campo, conquistou a medalha de ouro no sul-americano universitário defendo a seleção brasileira universitária em 2006 na cidade de Curitiba.
Em 2013 tornou-se campeã paulista de futebol de salão AMF, e campeã da Copa Kaizen de futebol de salão AMF defendendo o Sindpd de São Paulo. 

## Seleção Brasileira

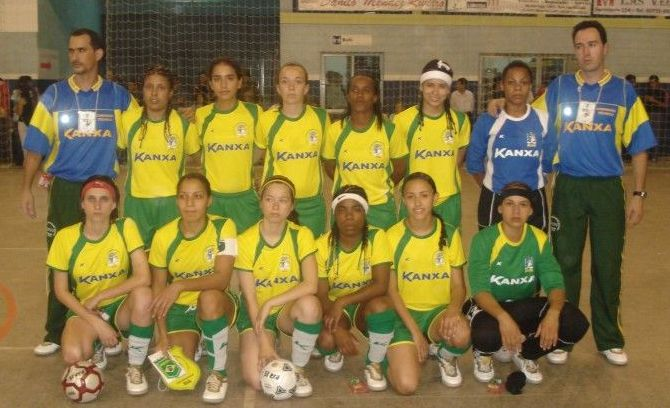
Seleção Brasileira de Futebol de Salão Feminino na Argentina em 2006.

No futebol de salão AMF, a capitã Suzana Silva, liderou a Seleção Brasileira de Futebol de Salão Feminino (CNFS) em 2006, na Copa do Mundo de Mulheres AMF na Argentina;  na volta para o Brasil, foi uma das atletas punidas; teve o seu registro suspenso, por dois anos, na Confederação Brasileira de Futebol de Salão gestora do futsal (FIFA) no Brasil; por representar o Brasil jogando o futebol de salão nas regras AMF. Em 2013, a atleta voltou a liderar a seleção Brasileira no II Mundial Feminino de Futebol de Salão em Barrancabermeja na Colômbia. Em 2015, novamente a capitã da seleção brasileira esteve no Sul-americano realizado em Cali na Colômbia onde o Brasil conquistou a quinta colocação.

## Principais conquistas

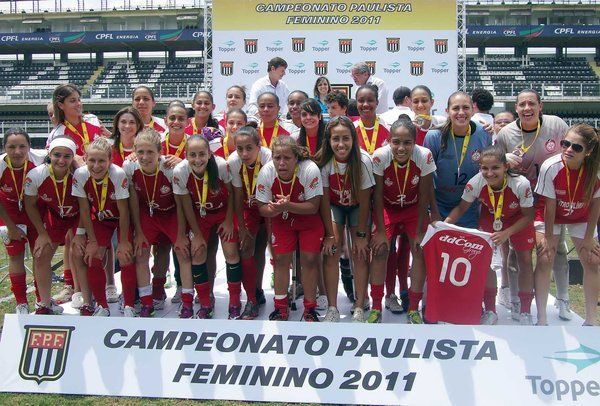
Suzana Silva vice-campeã paulista com a equipe do Centro Olímpico em 2011.

### Futebol de campo
Saad Esporte Clube
- Taça São Paulo de futebol feminino: 1996

Seleção Brasileira
- Sul-americano universitário: 2006

A.D.Centro Olímpico
- Copa Mulher: 2011
- Campeonato Paulista de Futebol Feminino: vice-campeão - 2011

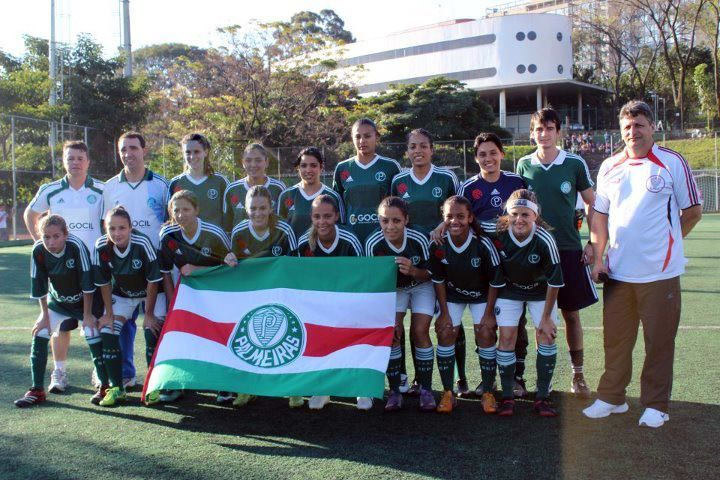
Suzana Silva na equipe do Palmeiras em 2012.

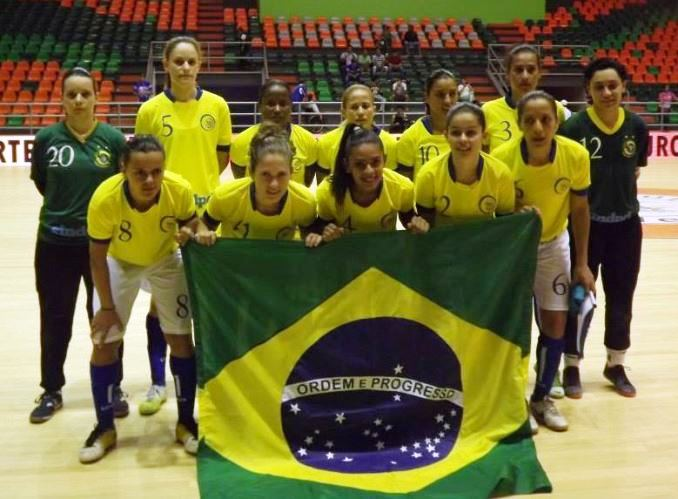
Suzana Silva capitã da Seleção Brasileira de Futebol de Salão Feminino, no II Mundial realizado na Colômbia em 2013.

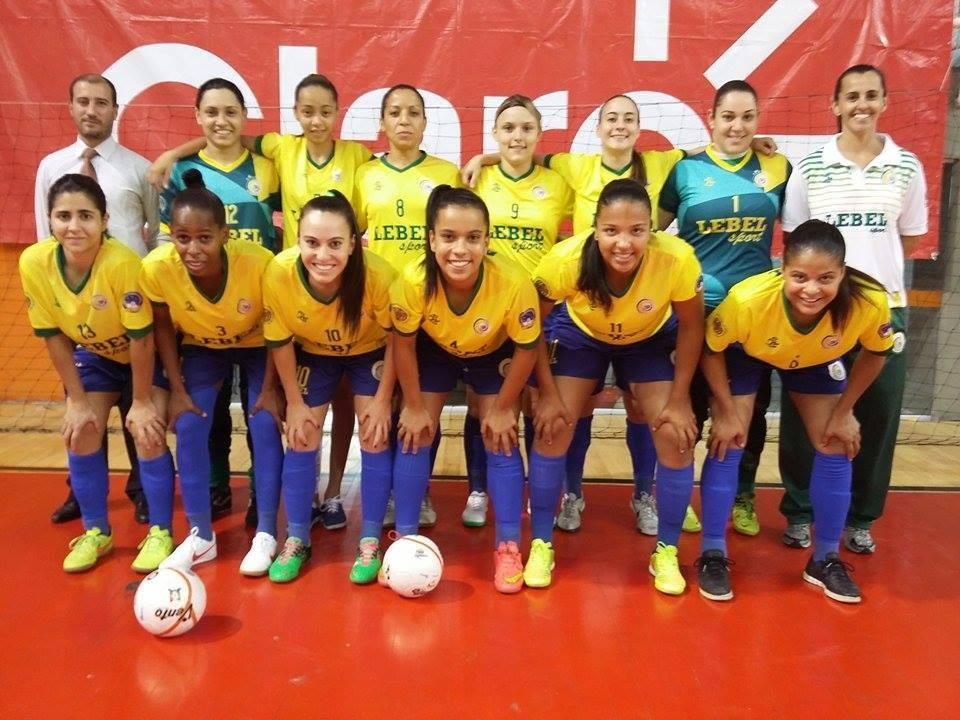
Suzana Silva (8) capitã da Seleção Brasileira de Futebol de Salão Feminino, no I Sul-Americano Feminino de Futebol de salão realizado em Cali, na Colômbia em 2015.

### Futebol de salão
Sindpd
- Campeonato Paulista de Futebol de Salão AMF: 2013[4]
- Copa Kaizen de Futebol de Salão AMF: 2013

### Futsal
Pró Sport / Flash Book
- Taça São Paulo de Futebol Feminino: 1994 e 1995.

Saad Esporte Clube
- Campeonato Metropolitano Feminino: 1996

Santanna
- 5ª Copa Topper: 1998
- Copas Unisinos Canoas/RS: 1998
- Campeonato Paulista Estadual - prata - principal: 1999

Itinoche
- Liga Guarulhos de Futsal: 2001
- Copa Topper de Futsal: 2001
- Copa Comerciária SESC São Paulo: 2001

Unip
- Jogos Universitários Brasileiros: 2005[1]

Multi-Força
- Copa Guarulhos: 2010

Romp
- Taça São Bernardo de Futsal: 2013
- Campeonato Municipal de São Bernardo: 2013
- Copa Liga São Paulo de Futsal: 2013/14